# 안나 카레니나 (1967년 영화)
안나 카레니나(Anna Karenina)는 러시아(구 소련)에서 제작된 알렉산더 자르히 감독의 1967년 드라마, 멜로/로맨스 영화이다. 타탸나 사모로바 등이 주연으로 출연하였다.

## 출연

### 주연
- 타탸나 사모로바
- 니콜라이 그리센코

### 조연
- 유리 야코브레브
- 마야 필세츠카야
- 알렉산드르 카이다노프스키

## 제작진
- 원작자: 레프 톨스토이